# Uładzimir Dzianisau
Uładzimir Michajławicz Dzianisau, błr. Уладзімір Міхайлавіч Дзянісаў, ros. Владимир Михайлович Денисов - Władimir Michajłowicz Dienisow (ur. 29 czerwca 1984 w Czaśnikach) – białoruski hokeista, reprezentant Białorusi, olimpijczyk.

## Kariera
- HK Witebsk (2001-2003)
- Junior Mińsk (2001-2002)
- Chimik-SKA Nowopołock (2003-2004)
- HK Kieramin Mińsk (2004-2006)
- Dynama Mińsk (2004)
- Łada Togliatti (2006-2007)
- Lake Erie Monsters (2007-2008)
- Johnstown Chiefs (2008)
- Hartford Wolf Pack (2008-2009)
- Dynama Mińsk (2009-2010)
- HC Ambrì-Piotta (2010-2011)
- Dynama Mińsk (2011-2013)
- Saławat Jułajew Ufa (2013)
- Torpedo Niżny Nowogród (2013-2014)
- Ak Bars Kazań (2014-2015)
- Traktor Czelabińsk (2015-2017)
- Dynama Mińsk (2017-2018)
- SaiPa (2018-2019)

Wychowanek Junosti Mińsk. Od 2011 ponownie zawodnik Dynama Mińsk. Na początku sezonu KHL (2012/2013) kapitan drużyny. Od maja 2013 zawodnik Saławatu Jułajew Ufa, związany dwuletnim kontraktem. We wrześniu 2013 został przekazany do klubu Torpedo Niżny Nowogród w zamian za wyrównanie w prawach do KHL Junior Draft. Od 2014 do listopada 2015 zawodnik Ak Barsu Kazań. Od grudnia 2015 zawodnik Traktora Czelabińsk. W marcu 2016 przedłużył kontrakt o dwa lata. Odszedł z klubu w połowie 2017. Od lipca 2017 ponownie zawodnik Dynama Mińsk. Od lutego 2018 zawodnik fińskiego klubu SaiPa. W lipcu 2018 przedłużył kontrakt i rozegrał sezon Liiga (2018/2019).
Uczestniczył w turniejach mistrzostw świata w 2006, 2007, 2008, 2009, 2010, 2011, 2012, 2014, 2017, 2018 oraz zimowych igrzysk olimpijskich 2010.

## Sukcesy
Klubowe
- Srebrny medal mistrzostw Białorusi: 2005 z Keraminem
- Puchar Spenglera: 2009 z Dynama
- Finał KHL o Puchar Gagarina: 2015 z Ak Barsem Kazań
- Srebrny medal mistrzostw Rosji: 2015 z Ak Barsem Kazań

Indywidualne
- Sezon KHL (2014/2015):
  - Pierwsze miejsce w klasyfikacji wykonanych uderzeń ciałem: 227[13]
- Mistrzostwa Świata w Hokeju na Lodzie 2018/Elita:
  - Jeden z trzech najlepszych zawodników reprezentacji w turnieju[14]